# Axel von Harnack
Ne doit pas être confondu avec Axel Harnack.
Pour les articles homonymes, voir Harnack.
Axel von Harnack, né à Berlin-Wilmersdorf le 12 septembre 1895 et mort à Tübingen le 17 juin 1974 , est un scientifique allemand, historien et philologue.
Il est le fils de Adolf von Harnack, et le cousin de Arvid Harnack et Falk Harnack, arrêtés par les nazis.